# Modelo de limitación geográfica

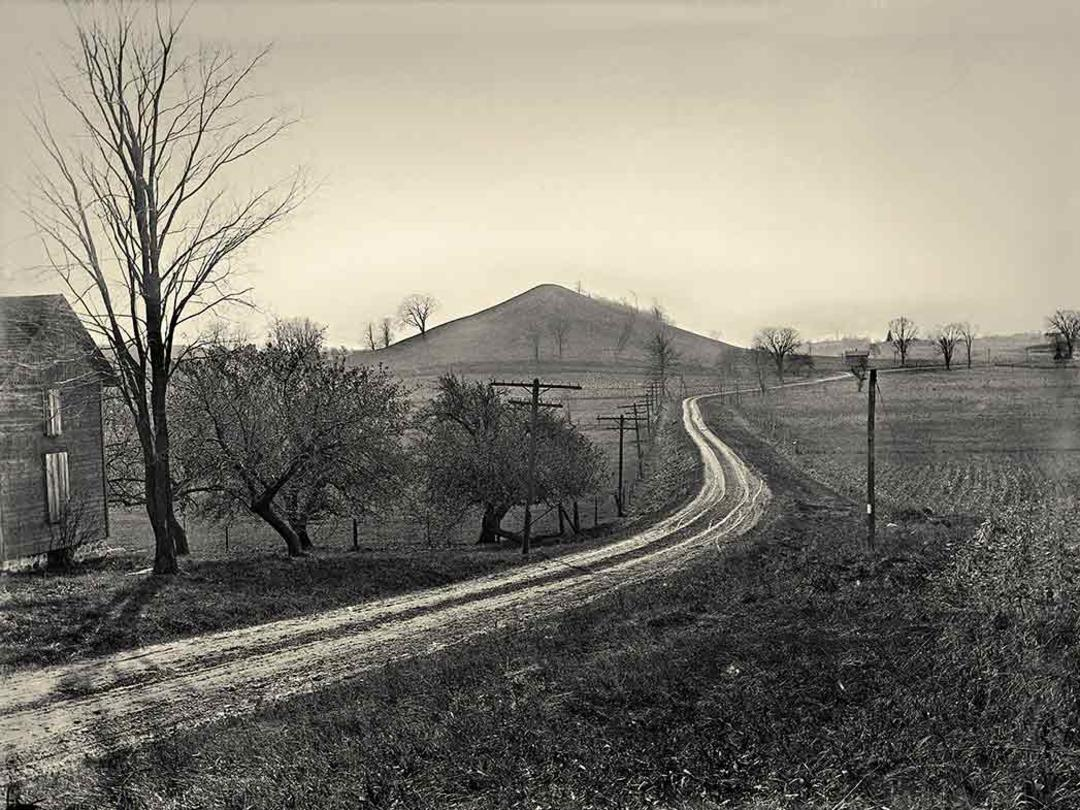
Fotografía del monte Cumorah de George Edward Anderson, 1907. La ubicación de esta colina es la razón más importante para la existencia del Modelo de limitación geográfica

El Modelo de limitación geográfica (MLG) es una teoría de los eruditos del Movimiento de los Santos de los Últimos Días (también conocido como mormonismo) según la cual la narración del Libro de Mormón sería un registro histórico de personas que ocurre en una región geográfica limitada en lugar de en todo el continente americano, tal como creen algunos Santos de los Últimos Días.
Estos modelos, desarrollados en un esfuerzo por conciliar las afirmaciones del Libro de Mormón con la arqueología y la geografía, han situado los eventos del libro en América del Sur, Mesoamérica y el área de los Grandes Lagos. Una teoría SUD popular coloca el escenario para el Libro de Mormón en las cercanías de México y América Central que rodean el istmo de Tehuantepec. Otros reconocen una configuración entre los constructores de montículos como la configuración original del libro. Este escenario norteamericano ha ganado el apoyo de algunos miembros notables de la comunidad SUD, incluido el cineasta mormón Keith Merrill. La configuración del constructor de montículos es paralela a la configuración tradicional del Libro de Mormón aceptada durante el siglo XIX, pero sigue siendo una visión minoritaria en la academia SUD.
Estos modelos no han cambiado el consenso académico fuera del mormonismo, el que considera que el Libro de Mormón no es una descripción realista de la historia de la América precolombina.

## Trasfondo
El Modelo de limitación geográfica es el resultado de una creciente escuela de pensamiento entre los eruditos de los Santos de los Últimos Días en el que, para que el texto del Libro de Mormón pueda interpretarse de manera realista como un documento histórico, los eventos descritos allí deben limitarse a un área específica de varios cientos de millas cuadradas. Los defensores de estas teorías apoyan sus puntos de vista en el texto del Libro de Mormón, así como en sus propias interpretaciones y correlaciones de los hallazgos arqueológicos. Sin embargo, como con todas las interpretaciones arqueológicas del Libro de Mormón, la mayoría de los investigadores SUD creen que aún no se ha encontrado nada que vincule de manera concluyente los eventos del libro con una ubicación geográfica particular. Existen desafíos importantes para el entorno centroamericano, como la ubicación del Cerro Cumorah (Nueva York) y los restos de Zelph (el Montículo 8 de Naples, en el oeste de Illinois), que se encuentran a miles de kilómetros de Mesoamérica. El consenso académico convencional no interpreta que la evidencia arqueológica que respalda el entorno literario del «constructor de montículos» del Libro de Mormón pruebe la historicidad o divinidad de la obra.
El Libro de Mormón es considerado por los principales historiadores y expertos literarios como una obra de la literatura estadounidense del siglo XIX en el género de «constructor de montículos», no como un documento histórico.

## MLG's y población del Libro de Mormón
El Libro de Mormón describe un viaje de un grupo de personas dirigido por un profeta llamado Lehi del Medio Oriente a América aproximadamente en el 600 a. C. El Libro de Mormón también describe el viaje de otros dos grupos a América. Un grupo era la gente de Mulek (supuestamente por los autores de la Biblia que murió), quien era el hijo de Sedequías. El grupo dejó Jerusalén unos pocos años después de la partida de Lehi, pero la gente de Lehi no lo conoció hasta algún momento entre 323 y 130 a. C. Otro grupo descrito con gran detalle en el Libro de Mormón, particularmente en el Libro de Éter, son los jareditas. Según el Libro de Mormón, los jareditas vinieron de la Torre de Babel en barcazas y habitaron el hemisferio occidental hasta su completa destrucción a través de la guerra civil, que ocurrió después de que la gente de Mulek llegó al Nuevo Mundo. El único jaredita que se encontró con la gente de Mulek se llamaba Coriantumr y vivió con ellos durante «nueve lunas» antes de su muerte. Según los informes, la historia de los jareditas fue registrada por un profeta jaredita llamado Éter, cuyo registro fue resumido por el profeta Moroni (hijo de Mormón) muchos cientos de años después e incluido en el Libro de Mormón como el Libro de Éter.
Dado que el Libro de Mormón describe claramente a los habitantes de América mucho antes de la llegada de Lehi, los eruditos SUD han tenido una opinión crítica sobre el supuesto de que no había otras personas presentes en el Nuevo Mundo en el momento de la llegada de Lehi.
En 1927, Janne M. Sjödahl declaró que «los estudiantes del Libro de Mormón deben ser advertidos contra el error de suponer que todos los indios americanos son descendientes de Lehi, Mulek y sus compañeros».
- En 1938, una guía de estudio de la iglesia para el Libro de Mormón declaró que «el Libro de Mormón solo trata de la historia y la expansión de tres pequeñas colonias que llegaron a América, y no niega ni refuta la posibilidad de otras inmigraciones, que probablemente sean desconocidas para sus escritores».[13][15]
- A partir de 1952, el erudito SUD Hugh Nibley argumentó repetidamente que la suposición de que no había otras personas presentes en América en el momento de la llegada de Lehi podría ser incorrecta.
- En 1980, Nibley, refiriéndose a la evidencia arqueológica, afirmó que la suposición de una América vacía representaba una «lectura simplista» del Libro de Mormón.[13][16]
- A principios del siglo XX, los miembros de la RLDS (Iglesia Reorganizada de Jesucristo de los Santos de los Últimos Días, actualmente llamada Comunidad de Cristo) propusieron una geografía mesoamericana limitada para el Libro de Mormón.[17] A mediados del siglo XX, la mayoría de los autores SUD compartían la creencia de que los eventos del Libro de Mormón tuvieron lugar dentro de una región limitada en Mesoamérica, y que otros grupos humanos estaban presentes en el continente en el momento de la llegada de Lehi.[18]  Este modelo geográfico y poblacional se publicó formalmente en la revista oficial de la iglesia SUD, The Ensign, en una serie de dos partes publicada en septiembre y octubre de 1984.[19] Esto fue seguido por un libro sobre el tema del antropólogo SUD John L. Sorenson en 1985.[20]

En la década de 1920, la Autoridad General SUD e historiador B. H. Roberts cuestionó la suposición de un modelo de población y geografía continental para el Libro de Mormón. En su examen crítico del Libro de Mormón, finalmente publicado en 1985 bajo el título Studies of the Book of Mormon (Estudios del Libro de Mormón), Roberts afirma:

¿Podría la gente de Mulek y de Lehi... parte del tiempo numerando y ocupando la tierra, al menos desde Yucatán hasta Cumorah... vivir y moverse y estar en la tierra de América y no entrar en contacto con ¿Otras razas y tribus de hombres, si existieran en el Nuevo Mundo en los tiempos del Libro de Mormón? Para hacer que esto parezca posible, el área ocupada por los nefitas y lamanitas tendría que ser extremadamente limitada, mucho más limitada, me temo, de lo que el Libro de Mormón admitiría.

Una visión apoyada por Hugh Nibley:

El panorama general refleja ante todo un punto de vista geográfico y cultural limitado: pequeñas operaciones localizadas, con solo vuelos y expediciones ocasionales al desierto; uno casi podría estar moviéndose en el circuito cultural de las aldeas Hopi.

La propuesta de una geografía limitada se combina con la propuesta de que los continentes estadounidenses ya estaban poblados en el momento de la llegada del grupo de Lehi. La presencia de habitantes en América mucho antes de la llegada del grupo de Lehi está respaldada por los datos arqueológicos existentes. La fecha exacta de llegada de estos primeros habitantes aún se debate entre los arqueólogos, y una teoría común es la llegada a través de un puente terrestre en el estrecho de Bering hace aproximadamente catorce mil años.

## Relación del Libro de Mormón con la geografía existente
La aceptación del modelo de geografía limitada por parte de los eruditos SUD ahora está respaldada por un creciente cuerpo de trabajo que intenta aplicar una realidad de «carne y hueso» a las culturas en el Libro de Mormón.
Sin relación con la geografía, pero importante para algunos modelistas es la evidencia actual de la escritura antigua. Suponen que solo hay dos regiones en América que muestran el alto grado de civilización antigua requerido por el texto del Libro de Mormón. Una de estas ubicaciones se centra en América del Sur, en la región que una vez fue ocupada por la civilización inca. El otro está en Mesoamérica, en la región que alguna vez fue ocupada por las civilizaciones maya y olmeca. De los dos, solo se sabe que las civilizaciones en la región mesoamericana han tenido una forma sofisticada de escritura. Sin embargo, un investigador SUD señala que, a pesar de que América Central tuvo una gran población durante el período del Libro de Mormón, no hay evidencia de una gran población que coincida con la descripción de la civilización nefita existente allí. Por lo tanto, «los entornos mesoamericanos no son más favorables para el Libro de Mormón demográficamente, que el entorno israelita estadounidense de Joseph Smith entre los constructores de montículos». En cuanto al lenguaje escrito del pueblo nefita, se anticipó que su escritura «sobre cualquier cosa menos sobre las planchas debe perecer y desaparecer...»
El Modelo de limitación geográfica mesoamericana ha sido criticado, lo que sugiere que no es una explicación adecuada para la geografía del Libro de Mormón debido a que las ubicaciones, eventos, flora y fauna descritos en él no coinciden. En respuesta a una de estas críticas en 1994, Sorenson reafirmó su propuesta de un entorno geográfico mesoamericano limitado.

## Ambiente mesoamericano

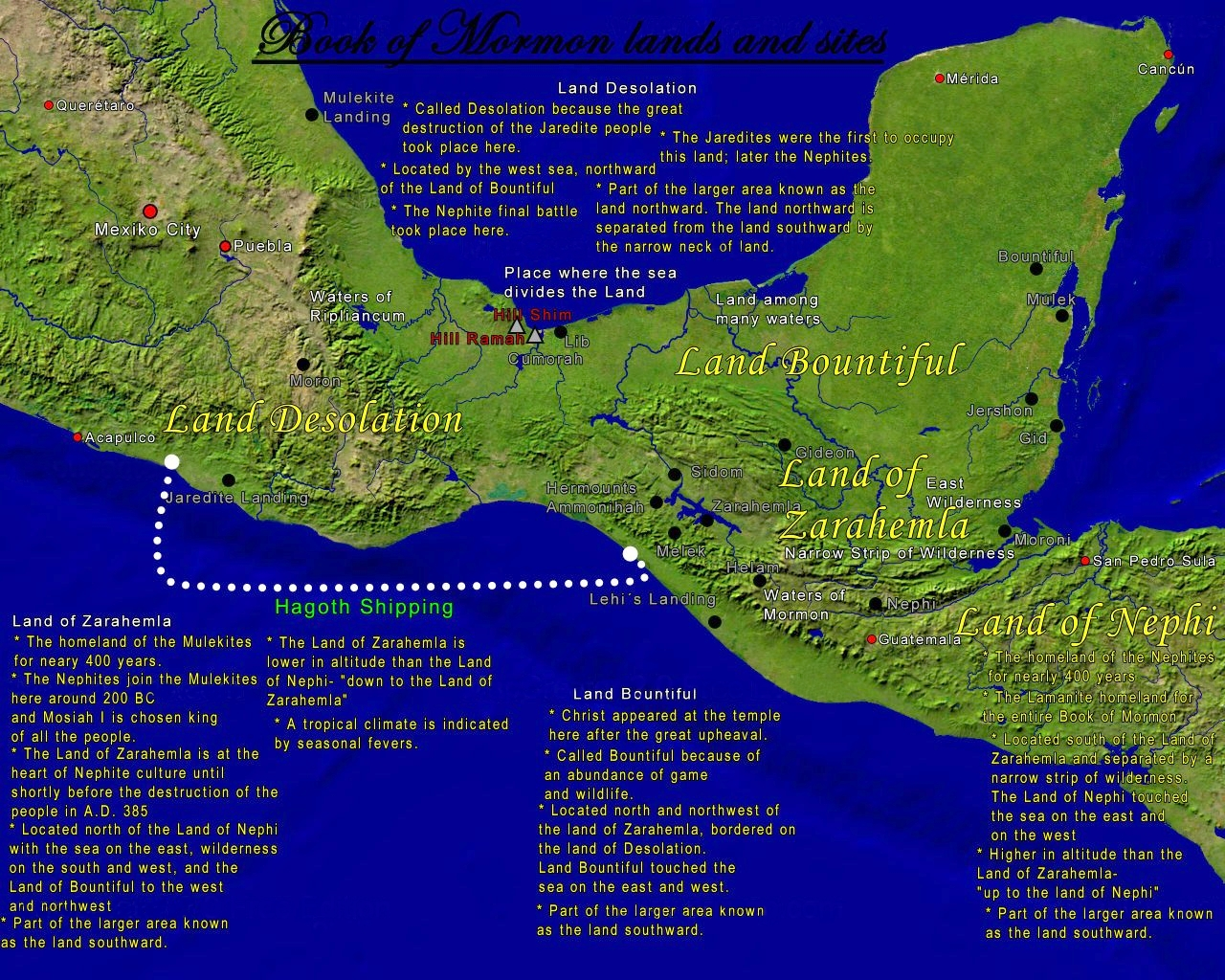
Mapa propuesto para las tierras y eventos del Libro de Mormón

Según un grupo de académicos SUD que investigan el campo, la aplicación del Modelo de limitación geográfica del Libro de Mormón a un entorno mesoamericano produce una «coincidencia muy plausible». Los eruditos SUD usan el «conocimiento contextual» para establecer un escenario plausible (no necesariamente aceptado por la academia convencional u otros SUD) para los eventos culturales del Libro de Mormón dentro del contexto de escenarios históricos mesoamericanos conocidos. El objetivo es determinar los lugares y las horas en que ocurrieron los eventos del Libro de Mormón que se correlacionan con eventos similares en el registro histórico mesoamericano (Smith y Reynolds, 1997, pp. 259–260). Basado en un extenso análisis textual y comparación del Modelo de limitación geográfica del Libro de Mormón con las regiones geográficas, líneas de tiempo y culturas existentes, la mayoría de los eruditos SUD, por lo que se ha afirmado, están de acuerdo en que la geografía del Libro de Mormón se centra en Mesoamérica alrededor del istmo de Tehuantepec, en el área actual de Guatemala y los estados del sur de México de Tabasco, Chiapas, Oaxacaa, Veracruz y sus alrededores (Sorenson, 1985, pp. 35–36).

### Existencia del antiguo sistema de escritura
El apoyo a la hipótesis de Mesoamérica como un lugar plausible para una geografía limitada del Libro de Mormón requiere que los habitantes antiguos tengan un sistema de escritura altamente desarrollado. Mesoamérica es la única área en las Américas donde la evidencia sobrevive de un antiguo sistema de escritura (Coe, 2002, p. 13). Se han identificado al menos seis sistemas de escritura mesoamericanos de la era precristiana (Clark, 2005). Aunque gran parte de esta escritura ha sido descifrada, todavía hay casos de escritura antigua de estas culturas que los académicos aún no han podido traducir. Sin embargo, la tradición oral de ciertos indígenas de América del Norte mantiene la creencia en algún tipo de escritura nativa precolombina. Más de un investigador SUD ha concluido que varios personajes de «la primera escritura indígena de América del Norte» se parecen a personajes que se cree que fueron copiados de las planchas del Libro de Mormón.

### Direcciones
El istmo de Tehuantepec está delimitado por una costa norte y una costa sur, mientras que el «cuello estrecho» descrito en el Libro de Mormón se dice que está rodeado por un mar del oeste y un mar del este. Sorenson sugiere que esto se explica al comprender la manera en que las culturas antiguas etiquetan las direcciones. Señala que los israelitas en Palestina definieron sus direcciones como si estuvieran de espaldas al mar. La dirección «mar» (hacia el mar) denotaba el oeste, mientras que la dirección «delantera» (tierra adentro) denotaba el este. La dirección sur fue denotada por «mano derecha» y la dirección norte por «mano izquierda». En el caso de Palestina, estas direcciones se correlacionaron con la geografía real de la costa norte-sur (Sorenson, 1985, pp. 38–9). En el lenguaje utilizado por los mayas, la palabra sur significaba «a la derecha» y norte significaba «a la izquierda» (Sorenson, 1985, pp. 38–39). Un investigador sugirió que las antiguas direcciones mayas se establecieron 45 grados diferentes a las nuestras. Sin embargo, el Libro de Mormón conlleva la interrogante acerca de cómo una colonia de antiguos israelitas habría coordinado direcciones fuera de Palestina. Es importante señalar que los eruditos hebraicos no están de acuerdo con la interpretación generalizada de Sorenson de las coordenadas israelitas. Sorenson tiene razón al señalar que la expresión «hacia el mar» en Palestina comúnmente significa oeste. «Mar» o «mar adentro» en hebreo puede sustituir a «oeste» cuando se refiere al mar Mediterráneo local. Yehoshua (Joshua) 1:4 dice: «... hasta el gran mar [Mediterráneo] hacia la puesta del sol, será tu frontera». Sin embargo, Sorenson es incorrecto al sugerir que los israelitas fuera de Palestina generalmente habrían definido el oeste de pie de espaldas a un mar. El sistema de coordenadas israelita se basa en el movimiento percibido de los barrios celestiales. Al este se define por lo tanto no haciendo frente hacia el interior desde una costa arbitraria, sino por pie ante la dirección general del sol naciente. (מִזְרָח, Shemot (Éxodo) 27:13, Devarim (Deuteronomio) 3:27, Yehoshua (Joshua) 11:3, Tehillim (Salmos) 113:3) Frente al amanecer, «antes» es lo mismo que este, la «derecha la mano» se dirige hacia el sur, la «mano izquierda» se dirige hacia el norte y «detrás» se vuelve hacia el oeste. (Yehoshua (Joshua) 12:3, Yo'el (Joel) 2:20), «Lugar de la puesta del sol» (מַעֲרָב), define correctamente el oeste israelita fuera de Palestina (Tehillim (Salmos) 103:12, Yesha'yahu (Isaías) 43:5). De hecho, hay una instancia en la escritura hebrea en la que «del mar» puede traducirse «desde el sur», posiblemente refiriéndose al Mar Arábigo. (Tehillim (Salmos) 107:3).

### Posición de los mares
El Libro de Mormón se refiere a dos tierras, una tierra hacia el norte y una tierra hacia el sur. La tierra hacia el norte estaba completamente rodeada de agua y la tierra hacia el sur estaba casi rodeada de agua. Jacob, el hermano de Nefi, describió la tierra hacia el sur como una «isla del mar... porque el Señor ha hecho del mar nuestro camino, y estamos sobre una isla del mar». Un autor señala que el término hebreo traducido «isla» también puede significar «costa», «frontera», «región» o «tierra habitable» y no significa exclusivamente isla, como por ejemplo en Isaías 20:6 y en Isaías 23:1-6. La mayoría de las referencias a los mares se refieren a un mar al este y al oeste de la tierra hacia el norte y la tierra hacia el sur. El istmo de Tehuantepec limita con el Golfo de México en el norte y el Océano Pacífico en el sur.
La Tierra Prometida del Viejo Mundo está bordeada por cuerpos de agua interiores llamados «mares». El Libro de Mormón no indica que cada mención de «mar» se relacione con un cuerpo de agua oceánico. El texto no identifica ninguno de los mares que bordeaban las tierras del Libro de Mormón como las aguas que cruzaron para llegar allí: «grandes aguas», «irreantum», «muchas aguas», «profundo», y «gran profundidad».

### La garganta de tierra «estrecha»
El istmo de Tehuantepec , de 201 km de ancho, es considerado por algunos expertos de la Iglesia a ser «sólo dentro de la gama de plausibilidad» para una «"jornada de un día y medio para un nefita" como indica el texto del Libro de Mormón» (Sorenson, 1985, p. 36), aunque los críticos cuestionan esta asociación. El istmo lateral de Tehuantepec va de este a oeste, bordeando el Golfo de México en el norte (supuestamente el «mar del este» del Libro de Mormón) y el Océano Pacífico en el sur (supuestamente el «mar del oeste»). Alma 22:32 dice que «fue solo la distancia de un día y medio de viaje para un nefita, en la línea de Abundancia y la tierra  de Desolación, del este al mar del oeste» (los teóricos de Tehuantepec sostienen que esto significa viajar al sur). El escenario de Tehuantepec requiere que toda la frontera de Abundancia-Desolación se coloque dentro del «pequeño cuello de tierra» (supuestamente el istmo mesoamericano de 201 kilómetros de ancho). El escenario también requiere reinterpretar las direcciones para que «el mar, en el oeste y en el este» de una característica geográfica llamada «el paso estrecho» pueda interpretarse como correspondiente a los océanos en el norte y en el sur. Coon señala que incluso si interpretamos que «el paso estrecho» es un pasaje dentro del «cuello estrecho», las Escrituras sin embargo, indican un «mar» cerca a cada lado del «paso estrecho... al oeste y al este». Consolidando el «paso estrecho» dentro del «cuello pequeño» (como en el Olive’s moraine model), Coon señala además que la mención del «paso estrecho» o «cuello» se acompaña repetidamente con la misma descripción: Desde el punto de vista de los nefitas que supuestamente ocupaban tierras al sur, la característica geográfica se describe como «el paso estrecho que conducía a la tierra hacia el norte...» o «el cuello estrecho que conducía a la tierra hacia el norte». Desde el punto de vista de los nefitas que supuestamente ocupaban tierras al norte, leemos sobre «el estrecho pasaje que conducía a la tierra hacia el sur». Coon señala que la entrada al paso estrecho, cerca de la frontera de Abundancia, era una característica tan localizada que las escrituras lo describen como un «punto». Además de fortificar la tierra, Abundancia tenía que asegurarse este «punto» crítico. En comparación, la amplitud de Abundancia se describe como una «línea». Coon concluye que la amplitud del estrecho cuello de la tierra debe haber sido menor que la longitud de Abundancia y Desolación. «De hecho», escribe Coon, «debemos esperar que el ancho del cuello pequeño sea considerablemente más pequeño que el ancho de estas tierras. ¡Tehuantepec es tan ancho como Florida! El cuello estrecho, al parecer, era lo suficientemente pequeño como para ser bloqueado por una plaga de serpientes venenosas durante una época de sequía. Coon sostiene que el «cuello estrecho de tierra» era lo suficientemente pequeño en comparación con las tierras de Desolación y Abundancia, para ser descrito como la frontera de estas tierras. La configuración del constructor de montículos de Olive identifica el cuello estrecho con una morrena que se sabe que dividió el antiguo lago Tonawanda de Nueva York en las porciones occidental y oriental. Esta morrena se ubica, según Olive, «por el lugar donde el mar [en singular] divide la tierra [de Desolación]» que puede haber sido o no visible durante los tiempos del Libro de Mormón.
Helamán 4:7 dice que «se fortificaron... desde el mar del oeste, incluso hacia el este; era un viaje de un día para un nefita, en la línea que habían fortificado...» (viajando hacia el norte según el modelo de Tehuantepec). El Libro de Mormón no menciona ningún medio de comunicación rápido, sin embargo, los eruditos SUD argumentan que, en una línea fortificada, la comunicación rápida es esencial y la velocidad «para un nefita» podría ser razonablemente más rápida que la de algún otro grupo (Roper, 2000). Además, este período de tiempo probablemente se refirió a la velocidad de los correos, que John L. Sorenson ha especulado podría ser tan rápido como 160 km por día. Matthew Roper cree que parte del viaje se tomaría en el río Coatzacoalcos, que fluye hacia el norte hacia el Golfo de México y cubre casi la mitad de la distancia a través del istmo. Esto explicaría la diferencia en el tiempo de viaje; un día para viajar con el norte actual pero un día y medio viajando hacia el sur, contra la corriente.
La amplitud de Abundancia, de acuerdo con Olive, Coon y Hamilton, es aproximadamente la distancia de treinta y tres millas desde Batavia, Nueva York, hacia el oeste hasta la costa del lago Erie, a lo largo de la línea del escarpe de Onondaga que no cumple con el requisito de 1,5 días de extensión de tierra al este del cuello estrecho. El «cuello estrecho de tierra» según Olive es una morrena estrecha cerca de Batavia.

### Efecto sobre la población existente con la llegada de grupos externos
El Modelo de limitación geográfica mesoamericana sugiere que la introducción de una pequeña población externa en la población mesoamericana existente inicialmente mostraría poca evidencia en el registro arqueológico (Sorenson, 1985, p. 85). Los estudiosos SUD sugieren que ciertas características culturales se extendieron desde el área mesoamericana a las regiones circundantes con el tiempo después de la llegada de grupos externos (Sorenson, 1985, p. 93).

### Determinar ubicaciones plausibles para ciudades y eventos
Algunos eruditos SUD creen que el modelo de Tehuantapec proporciona suficiente coincidencia con la geografía existente, las culturas antiguas y las ruinas, para proponer ubicaciones plausibles para ciertos lugares y eventos del Libro de Mormón. Los críticos, por otro lado, insisten en que el modelo de Tehuantepec es fundamentalmente defectuoso.

#### «Aguas de Mormón» y ciudad «Jerusalén»
Se dice que la «fuente de agua pura» conocida como «las aguas de Mormón» se encontraba en «la tierra que estaba en las fronteras de Nefi». Olive coloca «las aguas de Mormón» cerca de la orilla oriental del lago Erie, a unas 150 millas de las escrituras Cumorah. Los defensores del istmo de Tehuantepec alegan el lago de Atitlán como un candidato plausible para estas «aguas» si se supone que la tierra de Nefi está centrada en el área de Kaminaljuyu (cerca de la ciudad de Guatemala). SUD que ven el istmo de Tehuantepec de 201 km de ancho, como el «pequeño cuello de tierra» declare que las ubicaciones relativas y las características geográficas de la «Tierra de Nefi» y las «aguas de Mormón» son consistentes con las ubicaciones geográficas relativas de Kaminaljuyu y el Lago de Atitlán (Sorenson, 1985, p. 176). El lago tiene 14 km de largo y 6 km de ancho. Según el Libro de Mormón, la «ciudad de Zarahemla» de madera «se quemó con fuego», mientras que la ciudad del sur llamada «Jerusalén» estaba cubierta por las aguas en el momento de la destrucción asociada con la muerte de Jesucristo. El lago de Atitlán está rodeado de volcanes. Como resultado de la actividad volcánica, se sabe que el nivel del lago ha cambiado muy abruptamente (hasta 60 pies) durante los tiempos históricos. En 1985, Sorenson especuló que la ciudad de Jerusalén estaba ubicada adyacente a este lago y estaba sumergida por dicha actividad, aunque no había evidencia de una ciudad sumergida en el momento en que se hizo la declaración (Sorenson, 1985, p. 224). En los últimos años, se han encontrado ruinas precolombinas sumergidas en las profundidades del lago de Atitlán. Coon señala que a diferencia de los incidentes de viaje de Stephens en América Central, no hay una referencia explícita en el Libro de Mormón a los volcanes o al vulcanismo, y que el «gran y terrible día» puede explicarse sin la hipótesis del «vulcanismo local». Excepto por la mención de los «muros de piedra» defensivos (no necesariamente piedra tallada), no hay mención explícita de estructuras de piedra talladas o edificios de piedra, que podrían convertirse en ruinas de piedra, hundidas o no. El Libro de Mormón menciona explícitamente «casas... ciudades... templos... sinagogas... santuarios» construidos de madera. De ahí el destino de la ciudad de Zarahemala: «... hubo relámpagos extremadamente agudos... Y la ciudad de Zarahemla se incendió».

#### Ubicación de las batallas finales de los lamanitas y los nefitas
Varios defensores del modelo de Tehuantapec han propuesto que las batallas finales de las civilizaciones lamanitas y nefitas ocurrieron en el cerro El Vigía («Lookout Hill»), un volcán extinto de 800 m de altura ubicado en la sección noroeste de la Sierra Cordillera de los Tuxtlas en México. Significativamente más grande que el cerro Cumorah de 34 m de altura ubicado en Nueva York, se dice que el cerro El Vigía es un lugar plausible para el «cerro Ramah» y el «cerro Cumorah» descritos en el Libro de Mormón (Palmer, 1990). La colina supuestamente cumple con ciertos requisitos (planteados por Palmer) que Palmer argumenta que tendrían que cumplirse para calificar como el cerro Cumorah:
- La presencia de llanuras en la base de la colina capaz de albergar grandes ejércitos.
- La colina debe ser del tamaño suficiente para que un millón de personas puedan «agruparse en la batalla» alrededor de su base.
- La colina debe ser lo suficientemente alta como para que los sobrevivientes que resultaron heridos en la batalla puedan esconderse de manera segura en la cima sin ser vistos por los lamanitas de abajo, pero no tan alta que los hombres heridos no puedan escalarla de noche (Sorenson, 1985, p. 350). Sorenson sugiere que, si esta es la colina correcta, Mormón había escondido una vez el archivo nefita de registros en algún lugar dentro de ella.

#### Moroni y el lugar de descanso final de los planchas
Varios modelos de geografía del Libro de Mormón entran en conflicto con la ubicación de Cumorah, en el oeste de Nueva York, donde Joseph Smith informó haber encontrado las planchas de oro. Esto ha llevado a un argumento reciente promovido por algunos apologistas SUD, conocido como la teoría de «dos Cumorahs» (Sorenson, 1985, p. 44). El Libro de Mormón afirma que algunas batallas finales de los nefitas tuvieron lugar cerca del «estrecho pasaje». Los defensores del entorno mesoamericano buscan ubicar esta característica geográfica en Centroamérica (Sorenson, 1985, p. 44). Otros señalan que hay más de un istmo o morrena estrecha en la vecindad de «Cumorah bíblica» - oeste de Nueva York.
En la narrativa del Libro de Mormón, el historiador nefita Mormón declara que «escondió en la colina Cumorah todos los registros que me habían sido confiados por la mano del Señor, excepto estas pocas planchas que le di a mi hijo Moroni». La «colina Cumorah» a la que se refiere Mormón es la colina ubicada cerca de la escena de la batalla final entre los nefitas y los lamanitas. Moroni continúa registrando información en estas planchas hasta treinta y cinco años después de que le fueron entregadas. Algunos apologistas SUD sugieren que el método por el cual las planchas llegaron a Nueva York fue que Moroni las llevó allí durante este largo período intermedio (Sorenson, 1985, pp. 44–45). En este punto, ningún MLG centroamericano, sudamericano o malayo para el Libro de Mormón es exactamente limitado, ya que estos modelos requieren que Moroni haya viajado miles de kilómetros más allá de los confines de su tierra natal (y sus hermanos en guerra), para depositar las planchas en una tierra cuyo suelo no había reunido a los muertos de su pueblo.
Un autor critica esta teoría como «problemática» porque «Moroni deja en claro que enterró las planchas cerca de la destrucción de los nefitas, no a dos mil millas (tres mil doscientos kilómetros) de distancia en alguna región remota». Para respaldar esta suposición, se postula que Moroni enterró las planchas cerca de la escena de la batalla final y luego regresó veinte años después para recuperarlas y agregarles información antes de su despedida final, en la que afirma que su intención de «sellar estos registros»(Vogel, 2004, p. 648). La suposición de que Moroni escondió las planchas en el momento de la batalla final se basa en Mormón 8:3-4, en el cual Moroni declara: «Por lo tanto, escribiré y esconderé los registros en la tierra; y a donde vaya no importa». La lectura continua del texto revela que Moroni resumió el Libro del Éter y lo agregó al registro después de hacer esta declaración. Moroni más tarde escribe: «por lo tanto, deambulo todo lo que puedo por la seguridad de mi propia vida. Por lo tanto, escribo algunas cosas más, contrarias a lo que había supuesto, porque suponía que no había escrito más». No hay ninguna mención explícita en el Libro de Mormón de Moroni, ya sea que haya ocultado las planchas en el momento de la batalla final o que haya regresado a este lugar para agregarles más años después.
El apologista SUD Vincent Coon cita al arqueólogo no SUD Salvatore Trento, quien plantea la posibilidad de que Joseph Smith descubriera tabletas de metal enterradas grabadas con «marcas extrañas». Trento observa descubrimientos comparables en el noreste de América que, según señala Coon, no son probablemente el resultado de un individuo antiguo y singular que viaja a miles de kilómetros de América Central o del Sur.

## Zona de los Grandes Lagos

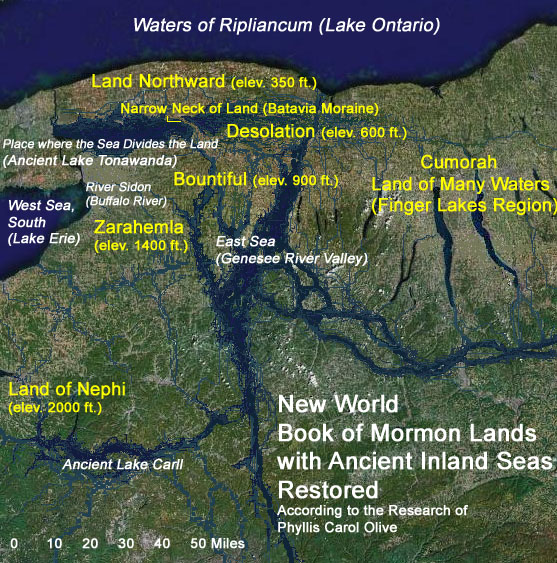
Mapa propuesto de los eventos del Libro de Mormón cerca del monte Cumorah (Doctrina y convenios 128:20, edición SUD)

Algunos investigadores SUD han propuesto una configuración limitada de los Grandes Lagos para el Libro de Mormón (Aston, 1998). Una de estas propuestas tiene la historia de las civilizaciones jareditas, nefitas y lamanitas que tienen lugar en una pequeña área del sur de Ontario y el oeste de Nueva York. Según Delbert Curtis, se dice que los mares que rodean la tierra son los lagos Huron, Ontario y Erie (Curtis, 1988).
Los eruditos SUD han dado las siguientes razones para descontar algunas de estas teorías:
- La falta de características geográficas apropiadas, como las tierras altas y las tierras bajas. Sin embargo, el Modelo de limitación geográfica de los Grandes Lagos propuesto por Olive aparentemente cumple con los requisitos topográficos (Olive, 2000).[90]
- La presunta falta de actividad sísmica en el noreste de los Estados Unidos aunque, en realidad, el oeste de Nueva York está sujeto a fuertes terremotos anómalos (Kafka, 2004).[91]

La presunción de que la nieve y el frío no se mencionan en el Libro de Mormón, excepto en el caso en que Nefi, después de llegar a la Tierra Prometida de América, describió sus visiones anteriores a las generaciones futuras «que deberían poseer la tierra».  La expresión de Nefi traducida «... nieve conducida», que presumiblemente podría relacionarse con sus descendientes, implica que Nefi había experimentado algo así como una tormenta de nieve: la nieve transportada por el viento a la deriva (Shakespeare, William, Winter's Tale , Acto 4, personaje: Autolycus). La redacción exacta de Nefi no tiene paralelo en la Biblia. Raramente nieva en la templada Jerusalén. Los profetas judíos conocían las montañas de Líbano al norte (Jeremías 18:14, Isaías 1:18, Salmos 51:7). La descripción de la tierra prometida de Nefi del árbol de la vida se puede comparar con la descripción de Lehi de su fruto. En el desierto, adyacente al Mar Rojo, Lehi describió el fruto del Árbol de la Vida a su familia, pero no comparó específicamente su «blancura» con la nieve. El Libro de Mormón también describe el «granizo severo», una condición climática favorecida en climas templados. La palabra hebrea «barad», traducida como «granizo», se refiere a un término semítico para frío o para volverse frío (ברד, El nuevo léxico arameo hebreo Brown-Driver-Briggs-Gesenius).
Comenzando en la primavera (el mes del «Abib», una etapa crítica de la maduración de la cebada), y continuando durante todo el año, se requieren cuatro estaciones para cumplir con todas las ordenanzas de la Ley de Moisés (Deuteronomio 16:1-12, Éxodo 23:14-17, Éxodo 34:18-22, Levítico 23). Mesoamérica tropical experimenta una estación húmeda y seca durante todo el año. Actualmente no hay evidencia de cebada precolombina en América Central. Se ha encontrado evidencia de cultivo de cebada en el antiguo norte de América cerca de los Grandes Lagos (Bennett, 2000). Cuando el Libro de Mormón menciona «estaciones», queda claro por el contexto que solo se hace referencia a una parte del año.
Se puede concluir que las tierras del Libro de Mormón estuvieron sujetas a más de dos estaciones sin impedimento para guardar las ordenanzas de Israel. La evidencia indica que los inviernos fueron más suaves en el oeste de Nueva York durante los tiempos del Libro de Mormón. Incluso en los tiempos modernos, el oeste de Nueva York húmedo ocasionalmente experimenta un índice de calor de 32 grados Celsius en la primavera y a principios del verano.
Los críticos de un Modelo de limitación geográfica de los Grandes Lagos dicen que las culturas de los antiguos habitantes del área (constructores de montículos) no coinciden con la narrativa del Libro de Mormón, a pesar de que se sabe que los pueblos de América del Norte asociados con estas culturas son trabajadores metalúrgicos consumados, y que han realizado obras impresionantes de tierra, madera, roca y yeso, no muy diferente de las construcciones descritas en el Libro de Mormón. Joseph Smith afirmó que al menos algunos de los constructores de montículos eran los nefitas del Libro de Mormón.
- En oposición a colocar el escenario del Libro de Mormón en tierras cercanas a los Grandes Lagos (tierras ahora ocupadas por los Estados Unidos),[106] se ha sugerido que una característica tan importante como las Cataratas del Niágara no podría escapar a la mención en el Libro de Mormón si esta hubiera sido el área en la que existían las civilizaciones descritas en él (Palmer, 1990). Sin embargo, en el entorno limitado de los Grandes Lagos propuesto por Olive, las Cataratas del Niágara se ubican en un extremo occidental acuoso y no se habrían encontrado en ninguna de las situaciones detalladas en la narración abreviada de los nefitas. El hecho de que el oeste de Nueva York se inundó en la antigüedad se ajusta a la descripción que se encuentra en Éter 13:2. Olive señala que hubo varias cataratas a lo largo de la escarpa septentrional, como resultado del desbordamiento del viejo lago Tonawanda (que se cree que es el mar que divide la tierra del Libro de Mormón).[58] Más de uno de estos puede haber rivalizado con las cataratas del Niágara (Olive, 2008). La tierra hacia el norte en los entornos del Libro de Mormón de Olive ciertamente califica como una tierra de «muchas aguas, ríos y fuentes».[107] Bien puede preguntarse por qué las Cataratas del Niágara deberían haber recibido tanta atención.[108]

Particularmente problemático para la hipótesis del modelo de limitación geográfica de Mesoamérica es el hecho de que las escrituras SUD colocan a Cumorah, una tierra que según el Libro de Mormón está «en una tierra de muchas aguas, ríos y fuentes», cerca de los Finger Lakes de Nueva York, al sur del lago Ontario. Basado en las escrituras SUD y las declaraciones de los miembros de la iglesia primitiva, varias Autoridades Generales de la iglesia se han opuesto públicamente a la idea de que Cumorah está en México o América Central.
Está claro que la «tierra hacia el norte» del Libro de Mormón tiene un límite norte limitante. Es probable que la tierra esté limitada al norte por las «aguas de Ripliancum» extremadamente grandes, mientras que el sur de México está abierto al norte hacia el continente. En los condados cercanos al lago Ontario, EG Squier, comisionado por la Institución Smithsonian, documentó los restos de numerosos «castillos» y «ciudades» de tierra y madera construidos por los pueblos indígenas del oeste de Nueva York (Squier, 1849). Con la expansión de la civilización moderna, los monumentos y antigüedades aborígenes han desaparecido del paisaje de Nueva York.
De las declaraciones escritas hechas por Joseph Smith, se puede concluir que los pueblos del Libro de Mormón o sus descendientes emigraron de «el país del lago de América» (cerca del lago Ontario) a México y América Central. Sin embargo, no existe una declaración conocida de Joseph Smith que afirme explícitamente que las tierras del Libro de Mormón se encuentran en México y América Central.
Durante el otoño de 1842, Joseph Smith consideró necesario esconderse. Durante este tiempo, varios artículos anónimos y contradictorios sobre los descubrimientos de John Lloyd Stephens fueron publicados en el periódico de la iglesia Times and Seasons. Joseph Smith apreciaba mucho el éxito de ventas de Stephens, pero solo lo mencionó en su editorial «AMERICAN ANTIQUITIES» (15 de julio de 1842). El artículo anónimo de «ZARAHEMLA» (1 de octubre de 1842), por otro lado, alega que las ruinas centroamericanas de Quirigua (que ahora se sabe que datan de tiempos más recientes que el Libro de Mormón) no son otras que las ruinas de Zarahemla o alguna otra ciudad del Libro de Mormón. Esta sensacional pieza fue publicada en el mismo número que una carta firmada a la iglesia de Joseph Smith (en la clandestinidad). En la epístola de Joseph Smith del 6 de septiembre de 1842 se encuentra la ubicación de Cumorah en Finger Lakes. Un estudio cuidadoso del Libro de Mormón muestra que Zarahemla no puede estar a miles de millas de distancia de la tierra de Cumorah.
Es poco probable que cosas tan comunes como los monos (traducidos como «simios» en la Biblia del Rey Jacobo) y las palmeras pudieran escapar a la mención en el Libro de Mormón si Mesoamérica hubiera sido el área en la que las civilizaciones se describen. En el Libro de Mormón, la única referencia a algo como un jaguar es «leopardo», y esto ocurre solo en citas del profeta bíblico Isaías. Por otro lado, los «leones» (posiblemente pumas) se mencionan más de una vez en la historia nefita.
Al contrario de varias representaciones artísticas, no existe ninguna referencia explícita en el Libro de Mormón a algún templo o pirámide hecha de piedra construida en América. Se puede leer que los nefitas construyeron sus templos de madera. Hugh Nibley comentó:

En los nefitas tenemos una población pequeña y móvil dispersa en una gran área de tierra, viviendo en ciudades de madera construidas rápidamente, siendo sus estructuras más ambiciosas fortificaciones de tierra y maderas ocasionalmente reforzadas con piedras. La gran mayoría de la gente del Libro de Mormón, casi todos de hecho, son elegibles para el título de pueblos «migratorios y nómadas». Hemos visto que los lamanitas eran un grupo depredador perezoso en general, y que incluso los nefitas siempre eran «vagabundos en una tierra extraña».

El Libro de Mormón es una historia de una iglesia primitiva relacionada, y uno puede preguntarse qué tipo de restos nos dejarían los nefitas de sus días más virtuosos. Se observa una aproximación más cercana a la imagen del Libro de Mormón de la cultura nefita en las estructuras de tierra y empalizada de las áreas culturales de Hopewell y Adena que en los montones de piedra señoriales posteriores en Mesoamérica.

En comparación, hay numerosas referencias a edificios hechos de piedra tallada en el Antiguo Testamento (1 Reyes 5:15). México y América Central son famosos por las ruinas de piedra.
- Un lugar de herencia junto al mar del oeste: El Libro de Mormón indica que había un mar occidental cerca del lugar de la tierra estadounidense de «primera herencia».[120] No hay nada en el Libro de Mormón que indique que este mar del oeste fuera de agua salada. La palabra bíblica «yam», traducida como «mar», no necesariamente significa océano.[121] Un documento mormón temprano en la escritura de Frederick G. Williams especula que la compañía de Lehi «navegó en dirección sureste y aterrizó en el Continente de América del Sur en Chili [Chile] treinta grados de latitud sur». Este documento influyó en gran medida en la tradición de que la familia de Lehi viajó a través del Mar Arábigo, el Océano Índico y el vasto Océano Pacífico. Sin embargo, las autoridades de la Iglesia SUD del siglo XX cuestionaron el documento de Williams.[122] Sin embargo, la idea de que el «mar del oeste» del Libro de Mormón es el Océano Pacífico ha persistido en algunos modelos exagerados de limitación geográfica centroamericanos y sudamericanos para el Libro de Mormón.[123]

El defensor de la configuración mesoamericana, John E. Clark, escribe que todos los mares que bordeaban las tierras del Libro de Mormón del Nuevo Mundo «tenían que ser los océanos Pacífico y Atlántico...» Esta declaración no tiene un apoyo bíblico claro. Citando Alma 22:28, Clark alega que «Lehi llegó del Viejo Mundo a través del mar del oeste». Los defensores de Great Lakes y American Heartland señalan que este verso (citado por Clark), en realidad no dice que Lehi viajó a través del «mar del oeste». Clark alega que las designaciones de los mares oeste y este en el Libro de Mormón «...están vinculadas a... arduos viajes originales a través de los océanos y la dirección de retroceso de su patria perdida [el inmigrante que viaja]]». Pero la escritura SUD no identifica claramente «las aguas del gran abismo», «las grandes aguas» o «las muchas aguas» por las que viajaron los pueblos del Libro de Mormón, con cualquiera de los mares inmediatamente al oeste o al este de las tierras de Zarahemla y Nefi. Los marcos de referencia oceánicos amplios de Clark parecen inconsistentes con la designación claramente local de «el mar en el oeste y en el este» de una ubicación terrestre «por el paso estrecho...» Solo se puede concluir, basado en las escrituras SUD, que la tierra estadounidense de «primera herencia» se extendió e incluyó un lugar a la orilla de un mar que se encontraba al oeste en relación con la tierra de Nefi. Alegar que todos los mares del Libro de Mormón son océanos es hacer extrapolaciones más allá de lo que la escritura realmente dice. La lógica de que mar es igual a océano falla en el caso de muchos versículos bíblicos que se refieren a «un mar» o «el mar». Incluso «el gran mar» (el Mediterráneo, Números 34:6) que bordea la Promesa Tierra bíblica, es esencialmente un cuerpo de agua interior.
Rechazando escenarios hemisféricos y aceptando la ubicación bíblica de Cumorah, los autores SUD Olive, May y otros han concluido que las «muchas aguas» cruzadas por la familia de Lehi involucraban el Océano Atlántico. Esta opinión está claramente en desacuerdo con la tradición del Océano Índico y Pacífico alegada en fuentes como el documento de Williams. Una visión profética registrada en el Libro de Mormón describe cómo se vio a «un hombre entre los gentiles» navegando en «las muchas aguas». La referencia a «las muchas aguas» en este caso, es interpretada inequívocamente por SUD como el Océano Atlántico, y las descripciones implícitas (en la escritura) de los eventos en la historia colonial americana, parecen apoyar esta conclusión.
El escenario avanzado por los defensores del entorno de Heartland y Great Lakes considera que los eventos en Jerusalén y las relaciones familiares vacilantes habían hecho imprudente que la familia de Lehi huyera a la costa mediterránea poblada. La posibilidad de navegar a otra tierra prometida por el Mediterráneo estaba, por lo tanto, fuera de discusión. En un esfuerzo por evitar adversarios, la familia de Lehi huyó al desierto del sur, llegando finalmente a un lugar aislado en la costa sureste de la Península arábiga. Allí construyeron un barco. Las corrientes y los vientos estacionales en este lugar podrían haberlos llevado a la costa de África y hacia el sur. Puede haber habido más de treinta personas en la compañía de Lehi en este momento. Habrían tenido tan poca estiba a bordo de su embarcación para comida y agua dulce. La ruta preferida a la tierra prometida habría sido una que se mantuviera al alcance de una costa (comida y agua dulce muy necesaria) la mayor parte del viaje. Después de «muchos días» en el mar, se enfrentaron a una temible tempestad (propuesta que ocurrió cerca del cuerno de África). Posteriormente, con suficiente agua dulce y suministros almacenados a bordo, cruzaron hacia el hemisferio occidental a lo largo de la ruta más corta y directa entre el Viejo Mundo y el Nuevo Mundo, con la ayuda de los vientos predominantes y las corrientes ecuatoriales del Atlántico. Todavía ayudados por las corrientes y los vientos, navegaron a lo largo de las costas estadounidenses y las cadenas de islas hasta que llegaron cerca del Golfo de México.
Para favorecer un entorno más localizado cerca de los Grandes Lagos, Olive escribe que la compañía de Lehi fue dirigida por guía divina a través del Golfo de México y ríos interconectados de América del Norte como Misisipi, Ohio y otras vías navegables de agua antiguas, a poca distancia del «mar del oeste» o «mar del oeste, sur» del Libro de Mormón (el Gran Lago Erie de agua dulce, según Olive). Tanto May como Olive están de acuerdo en que las llegadas al norte de otros pueblos antiguos en el Libro de Mormón ocurrieron a través del Océano Atlántico y la vía marítima de San Lorenzo.
Joseph Smith estaba abierto a la posibilidad de que los pueblos del Libro de Mormón migraran desde tierras tan al norte como el actual Quebec a México y América Central, pero claramente ubicaron la llegada de los jareditas en la región del «país del lago de América» (cerca de Lago Ontario). El sacerdote no mormón Josiah Priest, cuya obra escrita editorializó Joseph Smith, asoció explícitamente el título de «país de los lagos» con la región de los Grandes Lagos de América.

## Ambiente sudamericano
Una creencia común entre los SUD durante muchos años fue que el grupo de Lehi desembarcó en la costa de Chile. Esto está respaldado por un registro escrito en 1836 por Frederick G. Williams que sugiere que Joseph Smith dijo una vez que Lehi «desembarcó en el continente de América del Sur, en Chile, treinta grados, latitud sur». A mediados de la década de 1970, los investigadores SUD publicaron varios libros que propusieron este modelo geográfico (Priddis, 1975).
Un folleto publicado en 1882 por Franklin D. Richards afirmó que esta información había sido recibida por revelación a través de Joseph Smith.

LOS VIAJES DE LEHI. — Revelación a José el Vidente. El curso que Lehi y su compañía viajaron desde Jerusalén hasta el lugar de destino:

Viajaron casi en dirección sur, sureste hasta llegar al decimonoveno grado de latitud norte; luego, casi al este hasta el Mar de Arabia, luego navegó en dirección sureste y aterrizó en el continente de América del Sur, en Chili  [sic], treinta grados de latitud sur.

Los críticos del Modelo de limitación geográfica usan esta declaración, junto con las enseñanzas de los primeros misioneros mormones que respaldan la idea de un desembarco en Chile, como evidencia de que la creencia generalizada en el modelo de geografía continental se basó en una revelación a través de Joseph Smith, y que cualquier información en contrario constituye una «negación apologética» (Vogel, 2004, p. 629 note 18). Además, la historia de Zelph se usa para apoyar la idea de que Joseph Smith promovió una geografía continental para el Libro de Mormón. Los eruditos SUD señalan que en el documento anterior escrito por Frederick G. Williams, las palabras «Los viajes de Lehi» y «Revelación a Joseph el Vidente» no aparecen en este texto sino en la publicación subsiguiente de 1882 (Roper, 2004).
Un documento escrito por el grupo de investigación mormón FARMS señala que el documento escrito por Frederick G. Williams «no atribuye la declaración a Joseph Smith y, aunque Richards sigue de cerca la cuenta de Williams, no proporciona ninguna fuente para la declaración o el título. No se conoce evidencia histórica anterior que asocie esta declaración específica con Joseph Smith».
El reclamo de un aterrizaje en Chile puede haberse originado en realidad con Orson Pratt, quien a menudo incluyó la hipótesis del desembarco de Chile en sus escritos y dijo que «esta opinión se basó en realidad en su propia inferencia del texto del Libro de Mormón» (Roper, 2004). En una charla dada en 1872, Pratt describió al grupo de Lehi como «desembarcando en la costa occidental de lo que ahora se llama Sudamérica. Por lo que podemos juzgar por la descripción del país contenido en este registro, el primer lugar de aterrizaje fue en Chile, no muy lejos de donde ahora se encuentra la ciudad de Valparaíso» (Pratt, 1872, p. 325). Las opiniones de Pratt se incorporaron a las notas geográficas que agregó en la edición de 1879 del Libro de Mormón (Sorenson y Roper, 2002).

## Configuración peninsular malaya
En 2004, Ralph A. Olsen sugirió que es posible que los eventos registrados en el Libro de Mormón se llevaran a cabo en un área limitada en algún lugar que no haya sido América. En su opinión, muchos eventos del Libro de Mormón podrían ubicarse en la península malaya. Este autor ha reconocido que la consideración de su «hipótesis malaya» por parte de eruditos SUD requeriría que la arqueología del Libro de Mormón «experimente un cambio radical de paradigma, uno que muchos considerarían muy descabellado».